# Cured (album)
Cured è un album musicale di Steve Hackett uscito nel 1981. Fu il quinto pubblicato dal chitarrista come solista e venne registrato dopo lo scioglimento del gruppo con cui Hackett aveva registrato gli album precedenti e di cui rimasero come strumentisti solo il fratello John Hackett e Nick Magnus.
L'album presenta la particolarità, rispetto ai precedenti, di non avere una sezione ritmica di basso e batteria, ma di avvalersi solo di una drum machine; e di avere tutte le parti vocali eseguite dallo stesso Hackett, che da questo disco diventa il cantante principale dei suoi dischi.  
L'album è stato ripubblicato nel 2007 dalla Camino Records con tre bonus track.

## Musicisti

### Artista
- Steve Hackett: chitarra elettrica, acustica, tastiere e voce

### Altri musicisti
- John Hackett: flauto traverso e tastiere
- Nick Magnus: tastiere
- John Acock: tastiere
- Kim Poor: voce

## Tracce
Tutti i brani sono di Steve Hackett tranne dove indicato.
1. Hope I Don't Wake – 3:48
2. Picture Postcard – 3:55
3. Can't Let Go – 5:43
4. The Air-Conditioned Nightmare – 4:42
5. Funny Feeling – 4:07 (testo: Hackett/Magnus)
6. A Cradle of Swans – 2:49
7. Overnight Sleeper – 4:37 (testo: Hackett/Magnus)
8. Turn Back Time – 4:23

### Bonus tracks nell'edizione del 2007
1. Tales of the Riverbank - 2:00
2. Second Chance - 2:01
3. The Air-Conditioned Nightmare (versione live registrata al Reading Festival) - 4:08